# Feketetisza
Feketetisza (ukránul: Чорна Тиса [Csorna Tisza]) település a kőrösmezői medencében, a Fekete-Tisza forrásvidékén található, Kőrösmezővel szinte egybeépülve.

## Földrajz
A településen ömlik a Fekete-Tiszába a Dovzsana patak, határában feljebb pedig a Sztaniszlav.

## Látnivalók
- A községtől Ny-ra, az Aklos-hágó (Okula pereval) közelében ered a Fekete-Tisza (itt található a forrása). Innen nem messze áll Tisza Lajos képviselő emlékoszlopa (Szeged 1879. évi árvízi kormánybiztosa volt). Személyesen járt itt, amikor az országos (magyarországi) Erdészeti Egyesület elnökeként részt vett a 1882. augusztus 23-i kőrösmezei közgyűlésen. Az emlékoszlop köré „Tisza Lajos facsoportot” ültettek.
- A település és a Fekete-Tisza forrása között félúton helyezkedett el az Apsonyi (Apsinyeci) víztározó, valamint az egykori pisztrángtelep is (ma a Kijevi Egyetem kutatóháza található itt).
- A településen emlékoszlop áll azok emlékére, akik a világháborúkban estek el (33 név).